# Harlander Coats
Harlander Coats war eine Baumwollspinnerei und Zwirnerei mit Hauptsitz im Stadtteil Harland der niederösterreichischen Landeshauptstadt St. Pölten. In der Bevölkerung meist einfach die Harlander genannt, firmierte das Unternehmen zuvor als Mathias Salcher & Söhne und Harlander Baumwollspinnerei und Zwirnfabrik AG St. Pölten-Harland. Der 1859 von Mathias Salcher gegründete Betrieb war vor allem für sein Eisengarn bekannt. In den Anfangszeiten war die Fabrik prägend für Harland und die umliegenden Ortschaften. Vor der Schließung 1991 waren zeitweise 1.400 Personen in den Werken beschäftigt.

## Geschichte

### Geschichte bis 1914
Mathias Salcher senior, gelernter Weber, gründete 1828 in Wien ein Unternehmen, das Bänder und Borten herstellte. Er erwarb 1858 von Friedrich Blödtl ein Sägewerk für Furniere in Harland, die er mit dem gegenüberliegenden Grundstück bis 1859 zu einer Eisengarnfabrik erweiterte. Dazu gründete er mit seinen vier Söhnen die Mathias Salcher & Söhne. Leiter dieser Fabrik war Josef Salcher senior. Der niederösterreichische Gewerbeverein verlieh ihnen für die Einführung des Eisengarns in Österreich 1863 die Silbermedaille, 1873 folgte die Ernennung des Werks zur k.k. privilegierten Fabrik und die Verleihung der Goldmedaille des niederösterreichischen Gewerbevereins.
| Mitarbeiter | Jahr |
| ----------- | ---- |
| 508         | 1878 |
| 1.000       | 1890 |
| 1.050       | 1915 |
| 1.400       | 1918 |
| 820         | 1937 |
| 1.100       | 1948 |
| 963         | 1958 |
| 550         | 1974 |
| 400         | 1986 |
| 200         | 1991 |

Das Hauptgebäude 1883

Teil einer Verpackung von 1894 mit den Auszeichnungen „kais. königl. privilegirte Fabrik“ und „Grosse silberne Medaille“ vom niederösterreichischen Gewerbeverein

Ein Teil der Firmenliegenschaft in Harland 1907, im Hintergrund ist die Schule zu erkennen

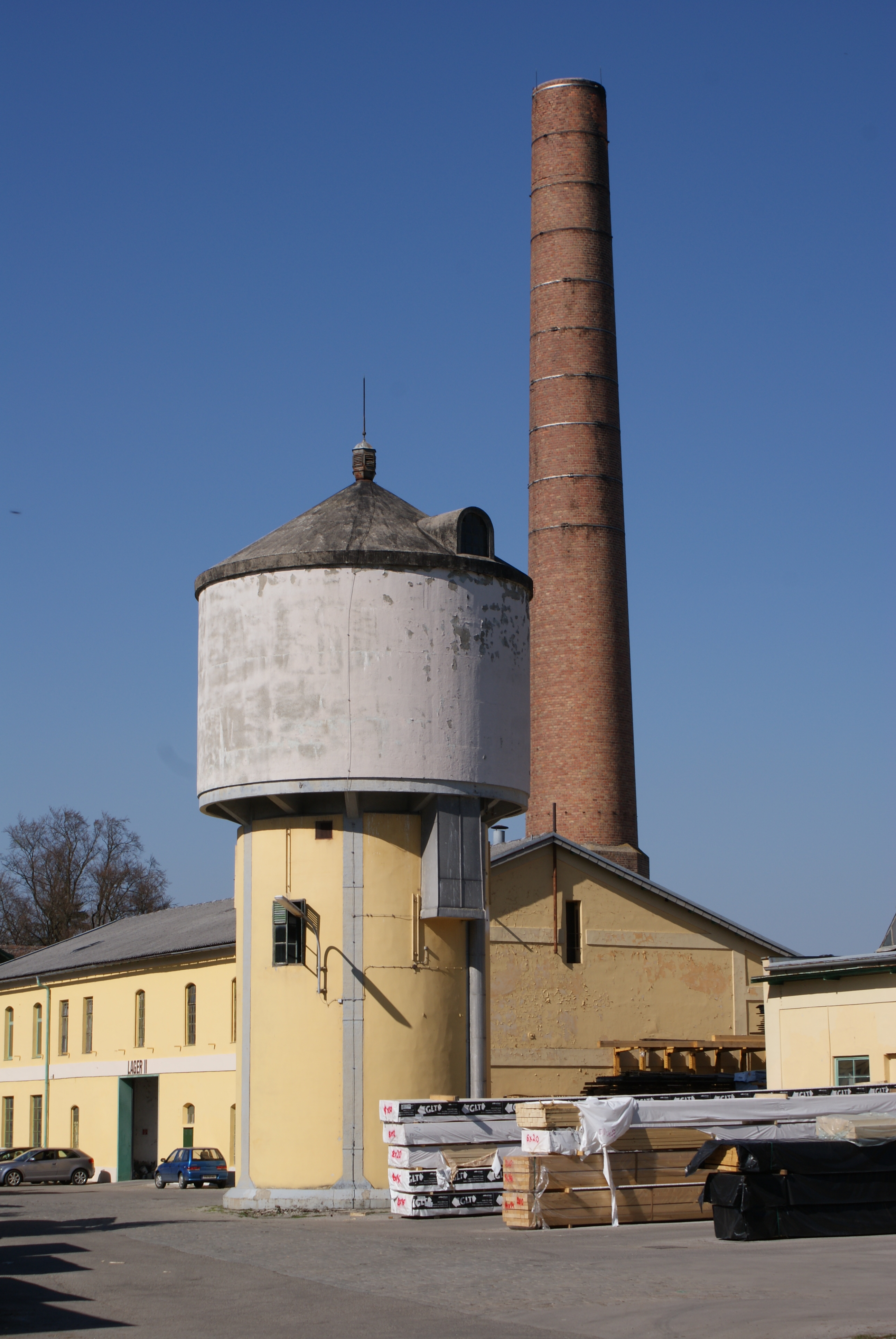
Das heute als Lager des Unternehmens Wallner Holz genutzte Gelände. Im Vordergrund der 1927 erbaute Wasserturm.

In Wagstadt (Österreichisch-Schlesien) eröffneten sie 1865 eine Knopffabrik mit angeschlossener Weberei. In den Jahren zwischen 1870 und 1890 erwarb das Unternehmen alle Mühlen und Wasserrechte an den östlichen Mühlbächen der Traisen zwischen Wilhelmsburg und dem Lilienhof im benachbarten Stattersdorf, um die Produktionskapazitäten zu steigern. Die Familie erstand 1875 die ehemalige Stattersdorfer Schraubenfabrik und ließ dort eine Spulerei einrichten. Aus demselben Grund errichtete das Unternehmen im Jahr darauf die Zwirnerei Theresienhof, benannt nach der Gattin des Firmengründers. 1879 eröffnete in Stattersdorf eine Spulendreherei.
Die Zwirne und Garne sollten in der eigenen Fabrik versandfertig gemacht werden. Deshalb entstanden eine Reihe von Nebenbetrieben im Bereich des Hauptwerkes. Die Glänzerei entstand 1861, die Bleicherei 1870. 1880 folgten eine Kartonagenabteilung, eine Etikettendruckerei und eine Färberei. Nach dem Tod Mathias Salchers 1879 übernahm sein Sohn Rudolf Salcher die Firmenleitung, Josef Salcher junior übernahm die Führung des Betriebes 1889 und ließ 1892 die Georgsspinnerei im südlich an Harland angrenzenden Ochsenburg bauen.
1894 stand das Unternehmen kurz vor dem Konkurs, der Hauptgrund dafür war der Preisverfall durch billigere Konkurrenz aus England und Deutschland. Da die Finanzreserven durch den Bau der Georgsspinnerei gebunden waren, gründete Josef jun. im Jänner des Jahres die Aktiengesellschaft AG der k.k. priv. Harlander Baumwollspinnerei und Zwirnfabrik. Damit gelang es ihm, neues Kapital in das Unternehmen fließen zu lassen, das vor allem vom Hauptaktionär Kenneth Mackenzie Clark und seinem Unternehmen J. & P. Coats Ltd. aus dem schottischen Paisley kam. Josef jun. wurde Vorstandsvorsitzender, sein Bruder Carl Vorstandsmitglied.
Nach dem Jahrhundertwechsel ließ Salcher neben einigen Mühlbächen und Wasserkraftwerken vor allem das Werk in Ochsenburg massiv erweitern. Wo das Werk 1892 mit 1.200 Spindeln gestartet worden war, verwendeten die Arbeiter 1909 bereits 28.000. 1913 folgte mit der Zwirnerei in Brunn der letzte größere Bau in der Unternehmensgeschichte. Obwohl schon ab 1883 die ersten Wasserräder durch Turbinen ersetzt wurden, erfolgte die vollständige Elektrifizierung aller Werke erst mit dem Bau des Kraftwerks Theresienhof.

### Weltkriege und Nachkriegszeit
Am 22. November 1914 übernahm mit Oskar Rosenberg ein Aufsichtskommissär die Führung des Betriebs, die Werke wurden wegen der teilweise schottischen Besitzer unter staatliche Aufsicht gestellt. In den ersten Kriegsjahren des Ersten Weltkriegs war ein starker Aufschwung zu spüren, Anfang 1918 erreichte der Betrieb mit 1.400 den höchsten Mitarbeiterstand. In den folgenden Monaten kamen immer weniger Rohstoffe, vor allem mangelte es an Baumwolle, nach Harland. Da zudem ein Großteil der verbleibenden männlichen Arbeiter in den Krieg zog, kam die Produktion gegen Kriegsende komplett zum Erliegen. Nachdem Rosenberg am 20. Juni 1919 die Staatsaufsicht beendete und die Führung zurück an Josef Salcher gab, wurde 1920 die Produktion wieder in eingeschränkter Form aufgenommen. Josef schloss im selben Jahr die Produktion in Stattersdorf und ließ das Gebäude in Arbeiterwohnungen umwandeln. Nach dem Tod Josefs 1920 schied die Familie Salcher 1923 komplett aus dem Unternehmen aus und verkaufte die verbliebenen Aktien an den bisherigen Mehrheitseigentümer J. & P. Coats Ltd.
Nach dem „Anschluss Österreichs“ übernahm Hubert Graf von Hardegg (1901–1961) 1940 die Betriebsführung, das Unternehmen wurde als „feindliches Vermögen“ unter NS-Zwangsverwaltung gestellt und in Harlander Baumwollspinnerei und Zwirnfabrik AG St. Pölten-Harland umbenannt. Zu Kriegsbeginn konnten die Arbeiter die Aufträge der Wehrmacht kaum mehr bewältigen, obwohl von Hardegg die Arbeitszeit von 48 auf 54 Stunden angehoben hatte. Er versuchte den Arbeitskräftemangel vor allem mit Frauen und ukrainischen Arbeitern, später mit sowjetischen Kriegsgefangenen zu kompensieren. Gegen Kriegsende wurde die Produktion durch Rohstoffmangel abermals zunehmend eingeschränkt. Da die Betriebsanlagen das Bombardement nahezu unbeschädigt überstanden hatten und die russischen Besatzer das Unternehmen relativ bald an J. & P. Coats Ltd. zurückgaben, konnte im August 1945 die Produktion wieder aufgenommen werden.
Der ehemalige Prokurist des Unternehmens Karl Atzinger übernahm 1945 die kaufmännische Leitung, James Bale Lamb wurde Generaldirektor. Im Winter 1946/1947 musste die Produktion wegen fehlender Kohle vorübergehend eingestellt werden. In den folgenden Jahren ließ Atzinger die Anlagen laufend modernisieren, in den frühen 1960ern hielt die Automatisierung immer mehr Einzug in den Werken. Nach der Umwandlung in eine Gesellschaft mit beschränkter Haftung hieß die Firma Harlander Coats GmbH. Der 1970 eingesetzte Direktor Walter Aicher führte die begonnenen Modernisierungen anfangs fort, nach 1970 änderte sich jedoch die Textilindustrie und mit ihr die Zwirn- und Garnindustrie nachhaltig. Der Mutterkonzern entließ immer mehr Arbeiter, um die Produktion in Billiglohnländern fortzusetzen. Nachdem J. & P. Coats Ltd. das Hauptwerk in Harland 1987 schließen ließ, verlegten sie den Firmensitz ins Ochsenburger Werk. Dieses schloss als letzter Betrieb am 30. Juni 1991 seine Pforten.
Die ehemaligen Fabriksgebäude finden heute unterschiedliche Verwendungen. Während das Werksgelände in Ochsenburg im Mai 2007 geschleift wurde, befinden sich im Werk Stattersdorf sowie in Teilen des Harlander Werkes und den Wohnhäusern durchwegs noch immer Wohnungen. Entgegen der ursprünglichen Pläne der Stadt St. Pölten das Werk in Harland 1987 an Renault oder Steyr zu verkaufen wurde der Rest der Anlage an das Unternehmen Wallner Holz verkauft, die dort ein Lager unterhält. Das Unternehmen Starzengruber kaufte die Druckerei und betreibt sie noch heute. Die EVN übernahm die Kleinkraftwerke, die allesamt noch in Betrieb sind.

### Namen und Eigentümer der Harlander Coats
Die Harlander Coats hatten in ihrer 134-jährigen Bestehensgeschichte einige Besitzer. In der Bevölkerung einfach die Harlander genannt, änderte sich der offizielle Name im Laufe der Zeit mehrmals, meist aufgrund Eigentümerwechsels. In der folgenden Tabelle werden die Eigentümer und Namen aufgeführt.
| Zeitraum  | Name                                                              | Eigentümer                                         |
| --------- | ----------------------------------------------------------------- | -------------------------------------------------- |
| 1859–1894 | Mathias Salcher & Söhne                                           | Familie Salcher                                    |
| 1894–1920 | AG der k.k. priv. Harlander Baumwollspinnerei und Zwirnfabrik     | Josef und Carl Salcher, K. M. Clark, Franz Richter |
| 1920–1923 | AG der Harlander Baumwollspinnerei und Zwirnfabrik                | Josef und Carl Salcher, K. M. Clark, Franz Richter |
| 1923–1940 | AG der Harlander Baumwollspinnerei und Zwirnfabrik                | J. & P. Coats Ltd.                                 |
| 1940–1945 | Harlander Baumwollspinnerei und Zwirnfabrik AG St. Pölten-Harland | Deutsches Reich                                    |
| 1945–1968 | Harlander Baumwollspinnerei und Zwirnfabrik AG St. Pölten-Harland | J. & P. Coats Ltd.                                 |
| 1968–1991 | Harlander Coats GmbH                                              | J. & P. Coats Ltd.                                 |

## Produktion und Produkte

Das Logo von 1890 mit dem Heiligen Georg

Die Harlander Coats produzierten alle Arten von Garnen und Zwirnen aus Baumwolle. Als besondere Spezialität galt die Herstellung von „Eisengarn“, ein durch mehrfaches Zwirnen und die Behandlung mit Paraffin und Wachs besonders glänzendes und reißfestes Garn.
Die ersten Produkte des Unternehmens Salcher wurden unter den Markenbezeichnungen Gemse, Schwan, Schmetterling, Löwe und Waage vertrieben. Die Verpackungen waren mit einem Emblem des Heiligen Georg versehen. 1884 wurden zusätzlich die Markennamen Tref, Karo, Pik und Herz eingeführt. Als das Unternehmen in englischen Besitz überging, wurden die Markennamen vereinheitlicht. Die bekanntesten Erzeugnisse waren die Handarbeitsgarne Anker, die Stopfgarne Karo, die Nähfäden Kette und die Nähmaschinenzwirne Gemse.
Die Produktion verlief immer auf gleiche Art und Weise. In der Spinnerei wurde aus der Baumwolle ein Faden gewonnen. Nachdem die Rohbaumwolle zur Erlangung eines gleichmäßigen Rohstoffs gemischt wurde, folgte eine Grobreinigung. Die Fasern wurden zur Ausrichtung der losen Fasern kardiert und danach gestreckt. Nach dem Kämmen, die kurzen Fasern wurden entfernt, begann das Vorspinnen auf einem Flyer. Das dadurch erzeugte Vorgarn wurde auf einer Ringspinnmaschine zum eigentlichen Faden.
Danach wurde in der Zwirnerei der Zwirn erzeugt. Nach dem Fachen, einer Vorstufe des Zwirnens, folgte das Zwirnen. Dem Zwirn wurden danach abstehende Fasterspitzen abgesengt (Gasieren). Nachdem die Zwirne merzerisiert und gefärbt waren, wurden sie verpackt und sowohl an Textilerzeuger als auch an den Einzelhandel geliefert.

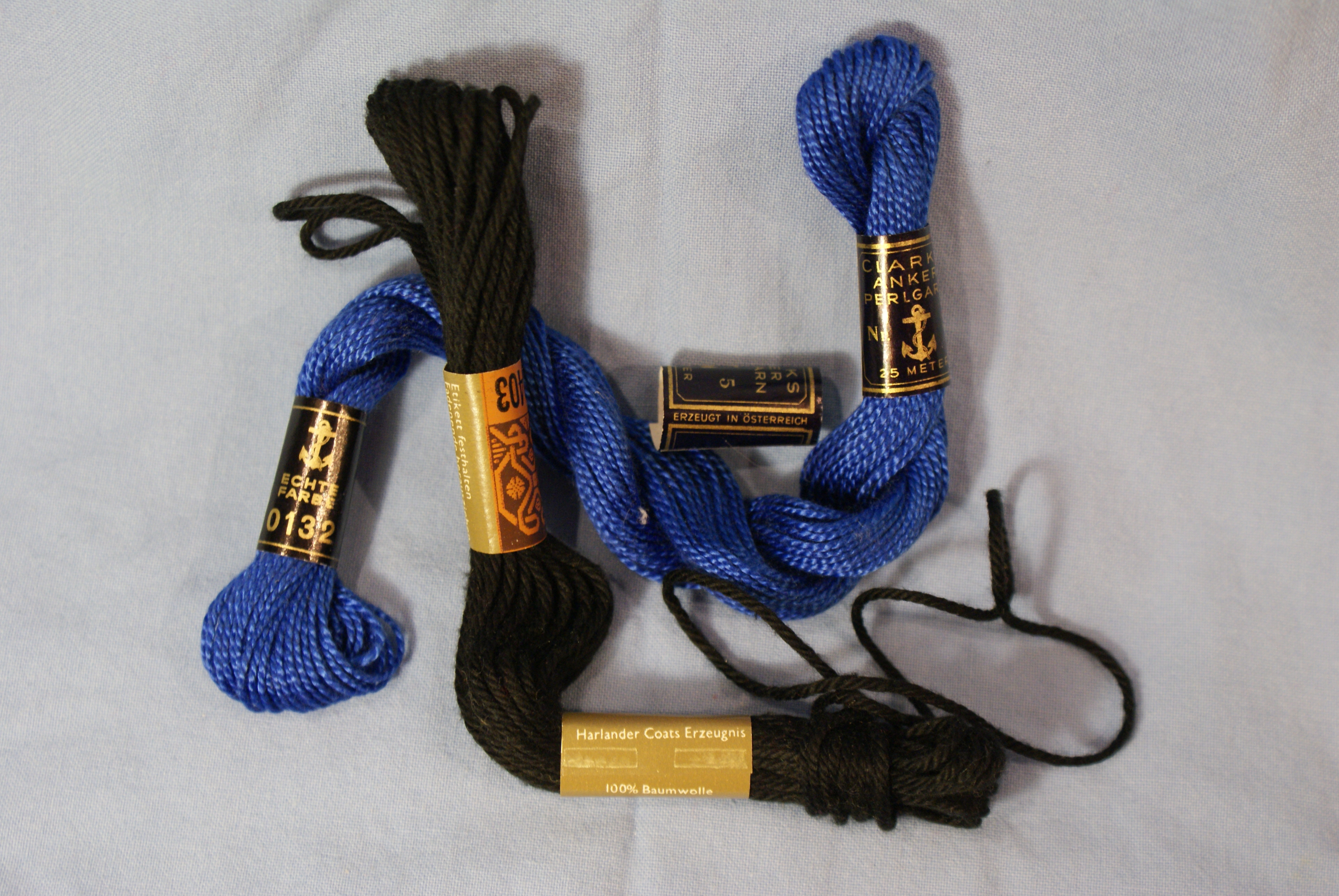
„Anker“
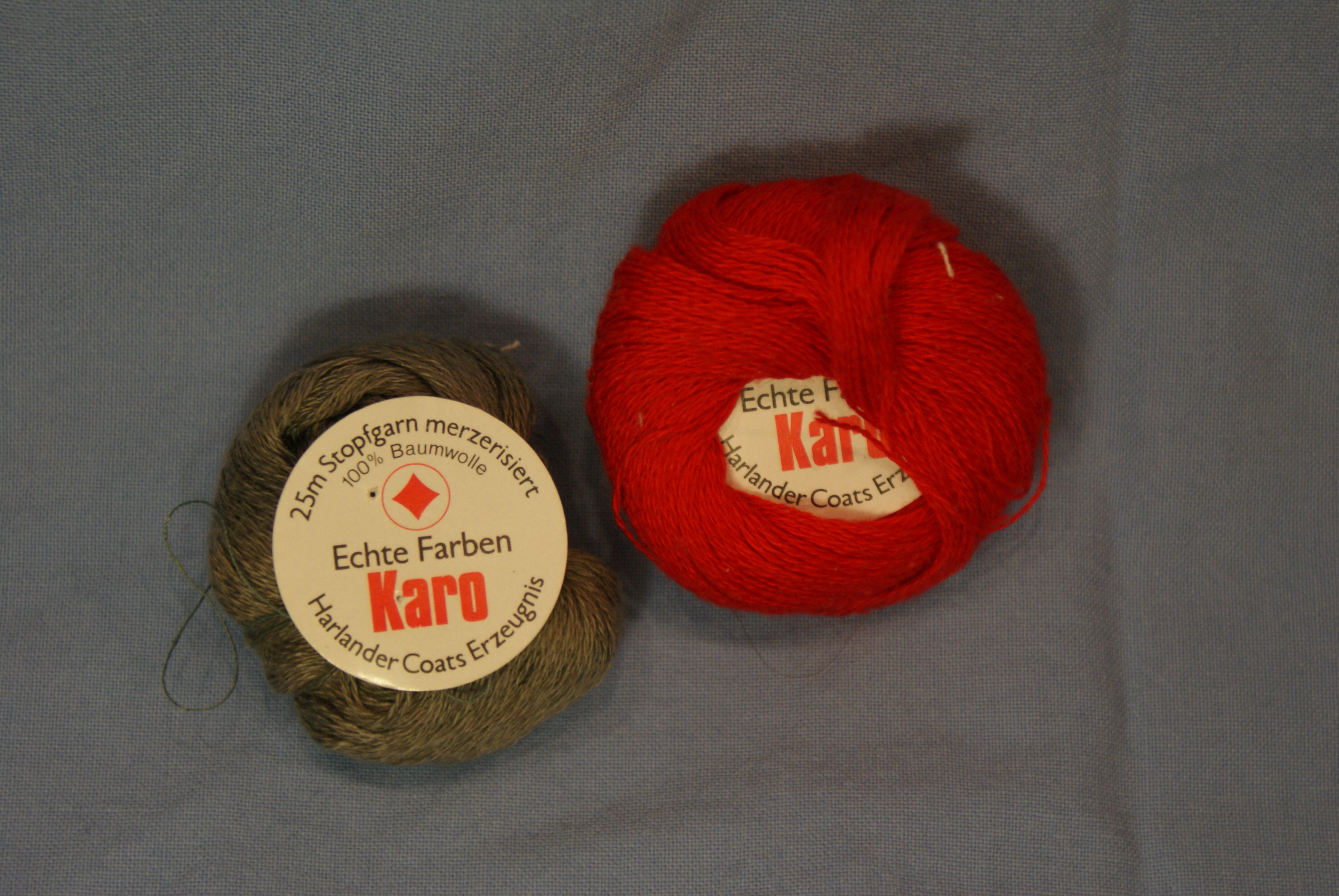
„Karo“
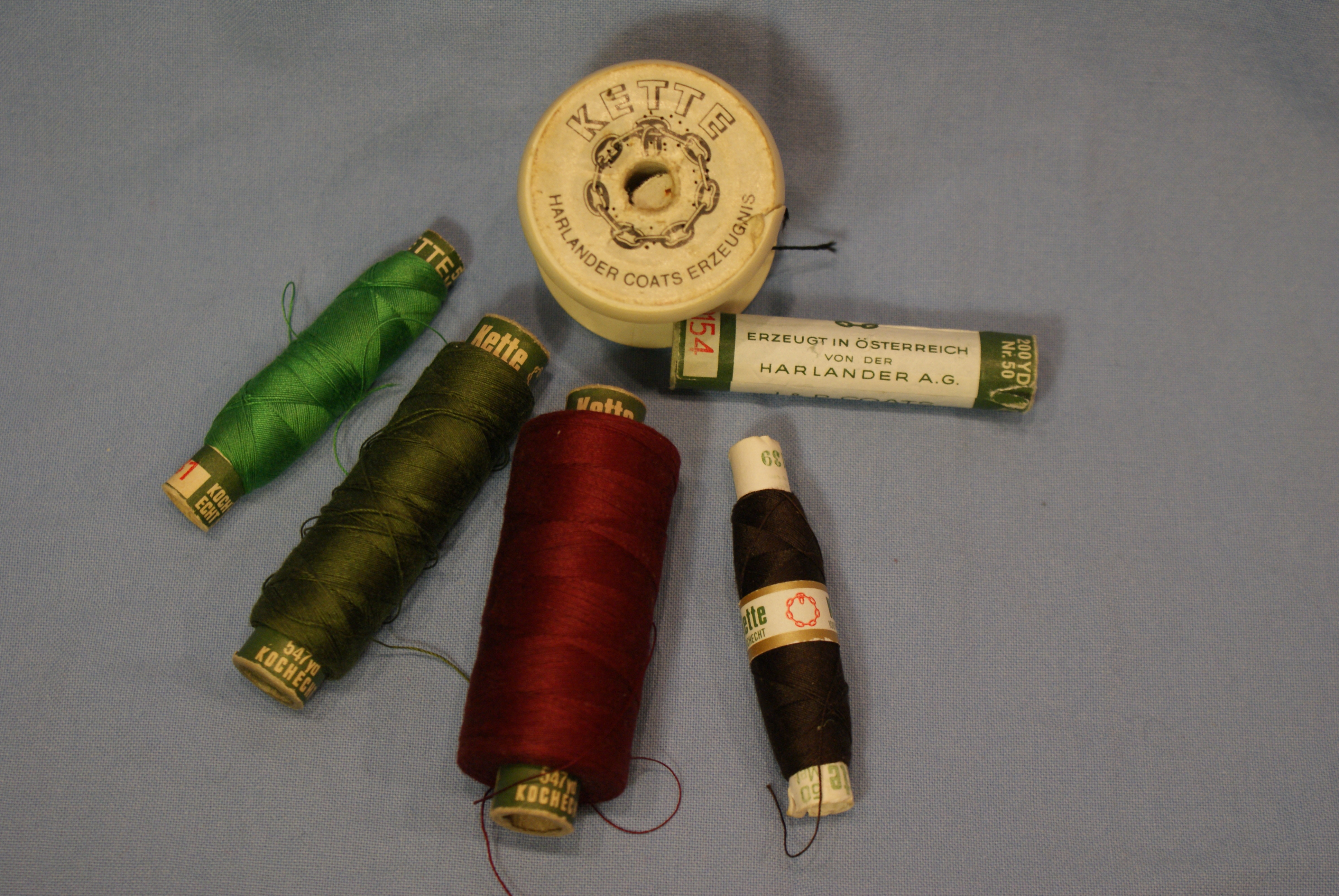
„Kette“
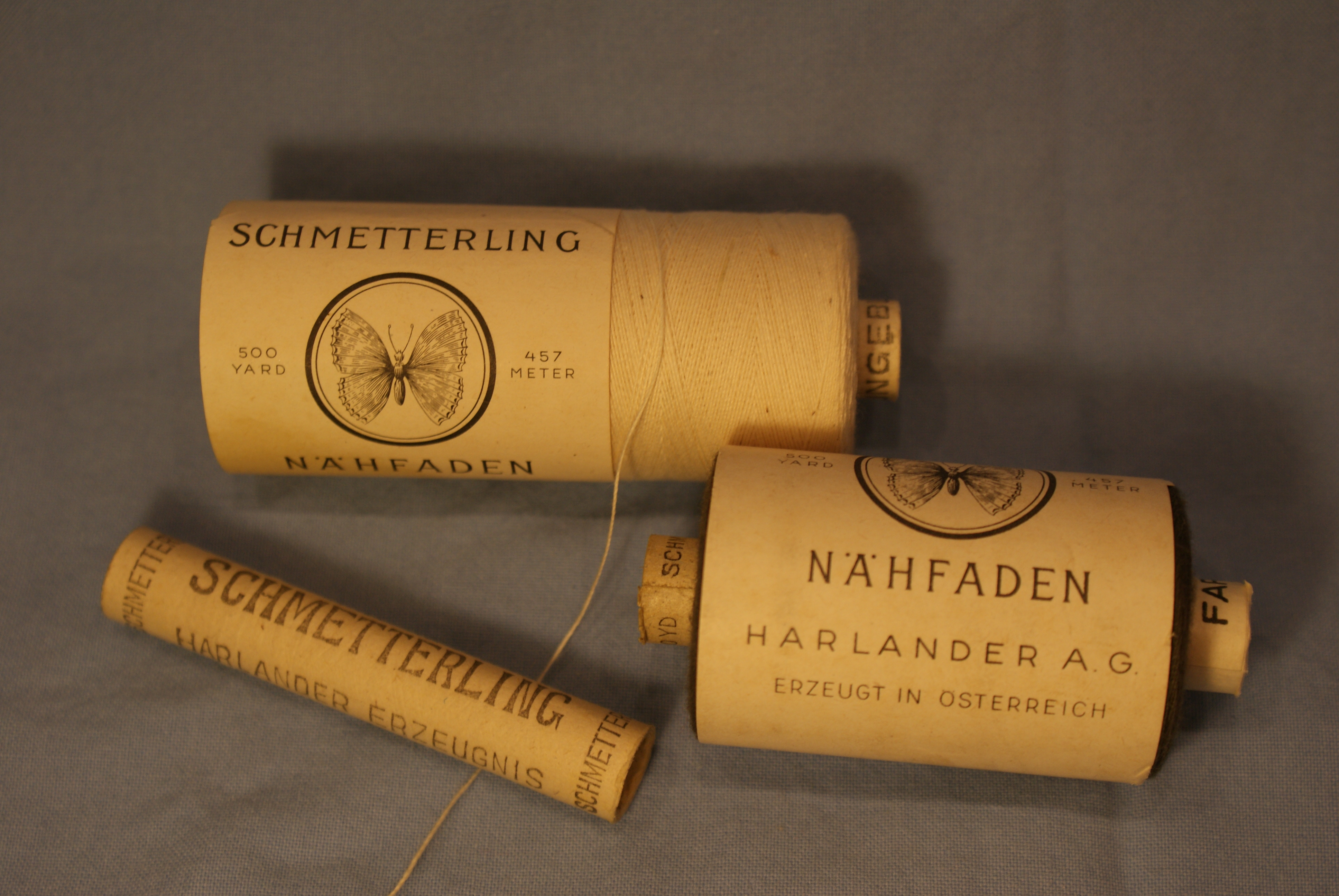
„Schmetterling“

## Auswirkungen des Unternehmens auf St. Pölten

Eine Übersicht der Bauten der Harlander Coats im heutigen Stadtbild

Das Entstehen und Wachsen der Harlander Coats prägte vor allem die Stadtteile Harland, Ochsenburg und Stattersdorf entscheidend. Zu spüren waren die Auswirkungen aber auch in Brunn, Spratzern, St. Georgen und St. Pölten.
Bevor die Harlander Coats ihre Pforten öffnete, waren die drei heutigen Stadtteile vorwiegend landwirtschaftlich geprägt. Besonders gut veranschaulichen lässt sich dies am Beispiel Harland. Wo 1822 lediglich 66 Personen in acht Häusern lebten, arbeiteten 1878 über 500 Menschen, dazu müssen jedoch noch die Familien der Arbeiter gerechnet werden. Diese Entwicklung setzte sich bis zum Ersten Weltkrieg fort. In ähnlicher Weise erging es Ochsenburg und Stattersdorf. Durch die schnell steigenden Einwohnerzahlen – die Arbeiter zogen aus der näheren Umgebung, vor allem jedoch aus Südböhmen und Ungarn hierher – wurden vermehrt Wohnungen nötig. Diese errichtete großteils die Firmenleitung, fast alle sind heute noch in Verwendung und prägen die Ortsbilder.
Die Harlander Coats gründete und finanzierte auch Schulen und Kindergärten in den drei Stadtteilen. Die Schule und der Kindergarten Harland wurden 1883 eröffnet, die Schule in Stattersdorf 1870. In Ochsenburg errichtete das Unternehmen nur einen Kindergarten, da die Schule in St. Georgen nicht weit entfernt war. Weiters betrieb die Harlander Coats drei Badehäuser, ein Betriebsarzt war angestellt, und es gab ein eigenes kleines Krankenhaus. Die Familie Salcher ließ auch „Consum-Anstalten“ und eine Arbeiterbibliothek errichteten, in der sich heute das Amthaus Harland befindet. All dies diente dazu die Arbeiter möglichst an das Unternehmen zu binden – bei Verlust des Arbeitsplatzes war auch der Anspruch auf Wohnung und Wohlfahrt verloren.
Als eine der wichtigsten Auswirkungen kann die Straßenbahn St. Pölten, die bis 1976 verkehrte, angesehen werden. Treibende Kraft für deren Gründung war Carl Salcher, zuerst vor allem zum Warentransport von und zur Westbahn. Erst im Laufe der Zeit stiegen die Fahrgastzahlen, sodass der Fahrplan ständig erweitert werden musste.
Während des Ausbaus der Fabriksanlagen musste die Energieversorgung mitwachsen, zuerst in Form von Wasserrädern, später mit Turbinen zur Stromerzeugung. So sicherte sich die Familie Salcher alle Wassernutzungsrechte rechtsufrig der Traisen zwischen Wilhelmsburg und Stattersdorf. Dabei erwarben sie nicht nur alte Mühlen und ließen sie umrüsten, sondern errichteten auch neue Kraftwerke. Das Unternehmen hob zwei neue Mühlbäche, den Mühlbach Ochsenburg und den Luggauer Bach aus, die zwei bestehenden Kraftwerke wurden begradigt und erweitert. So entstanden im Laufe der Zeit sieben Kraftwerke, die allesamt heute noch in Betrieb sind.

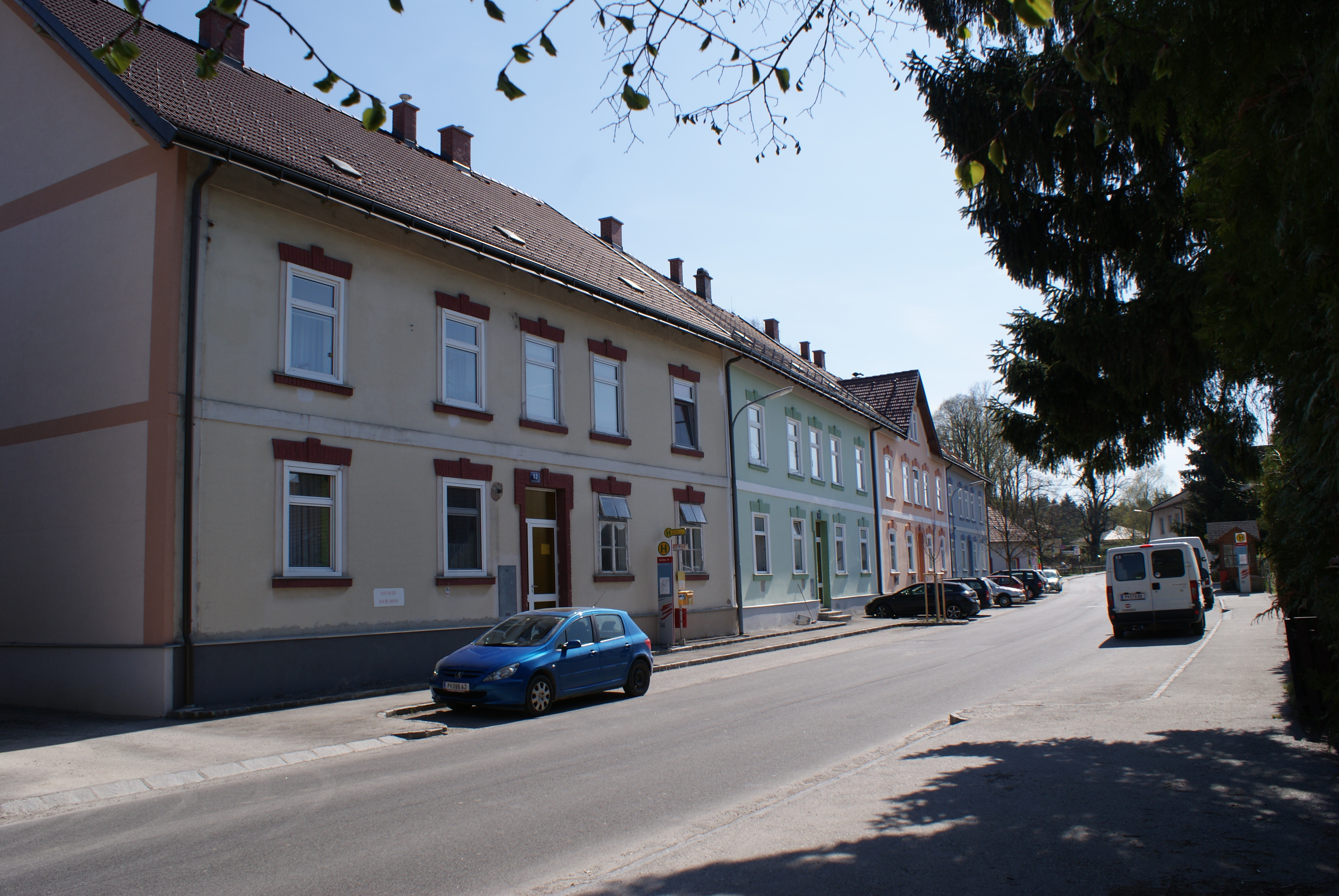
Das „lange Haus“ in Ochsenburg, ein 1908 errichtetes Wohnhaus
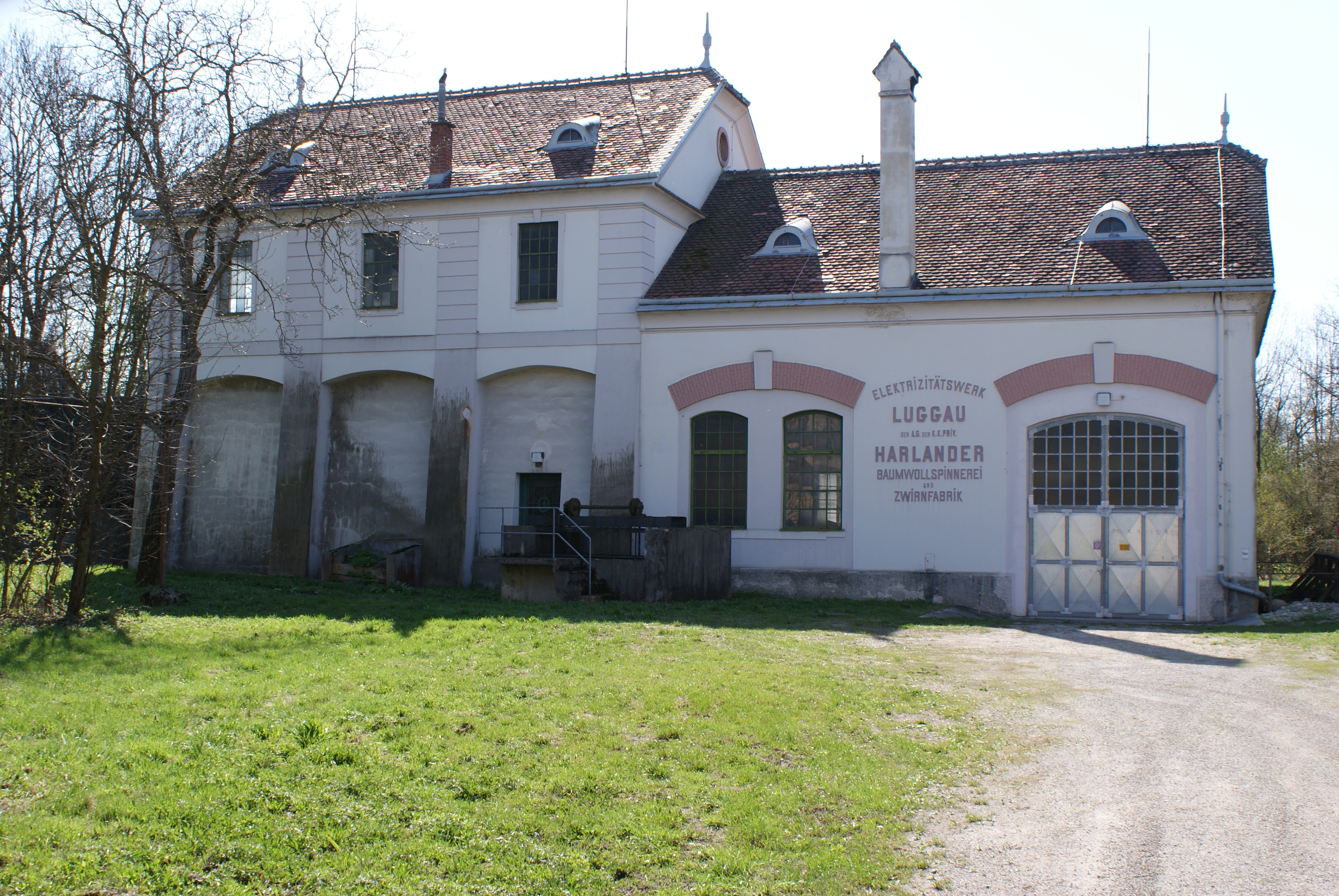
Das Elektrizitätskraftwerk Luggau, benannt nach Maria Luggau, dem Geburtsort des Firmengründers
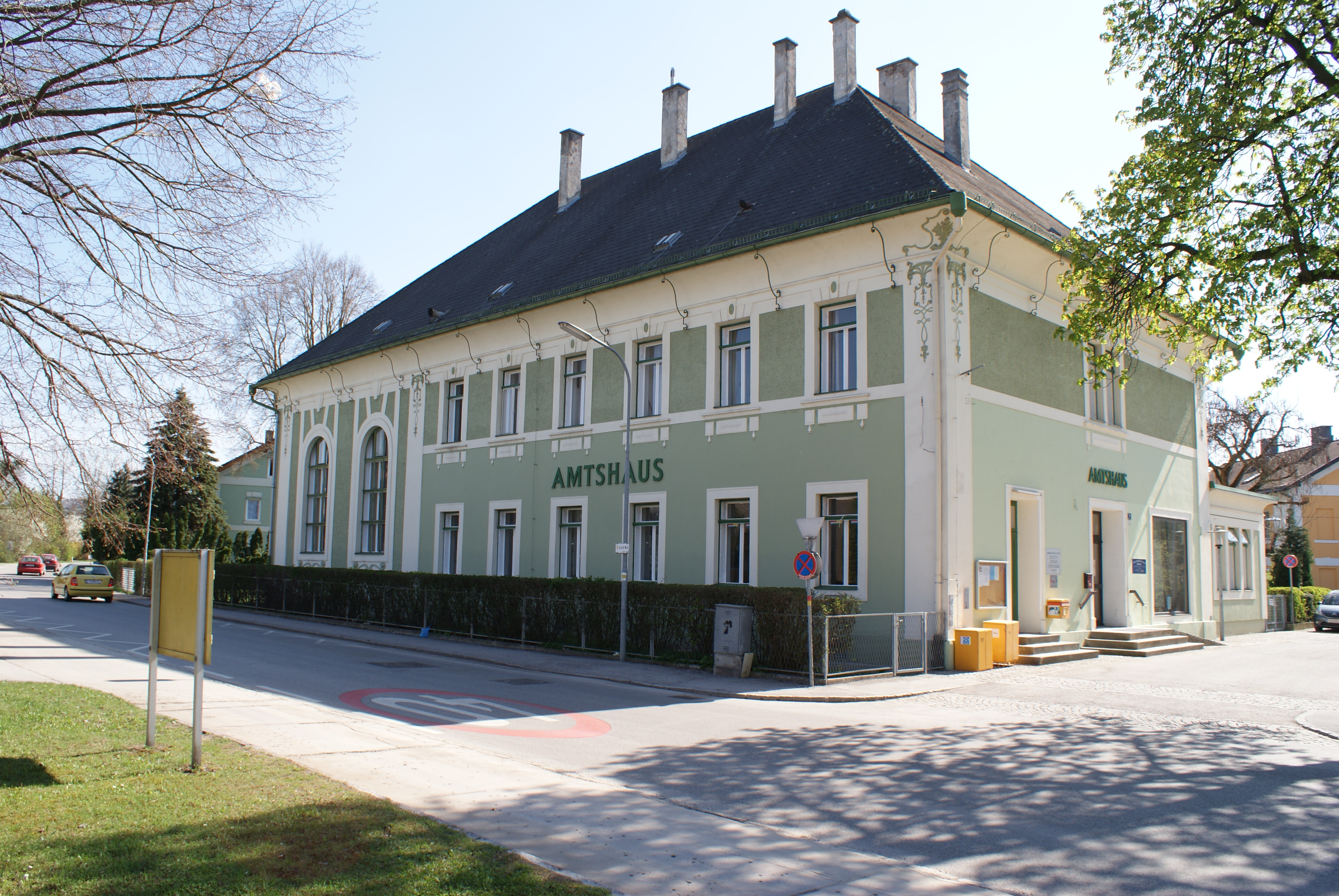
Das 1901 erbaute „Amtshaus“ beherbergte ursprünglich eine Restauration und ist heute im Eigentum der Stadt St. Pölten
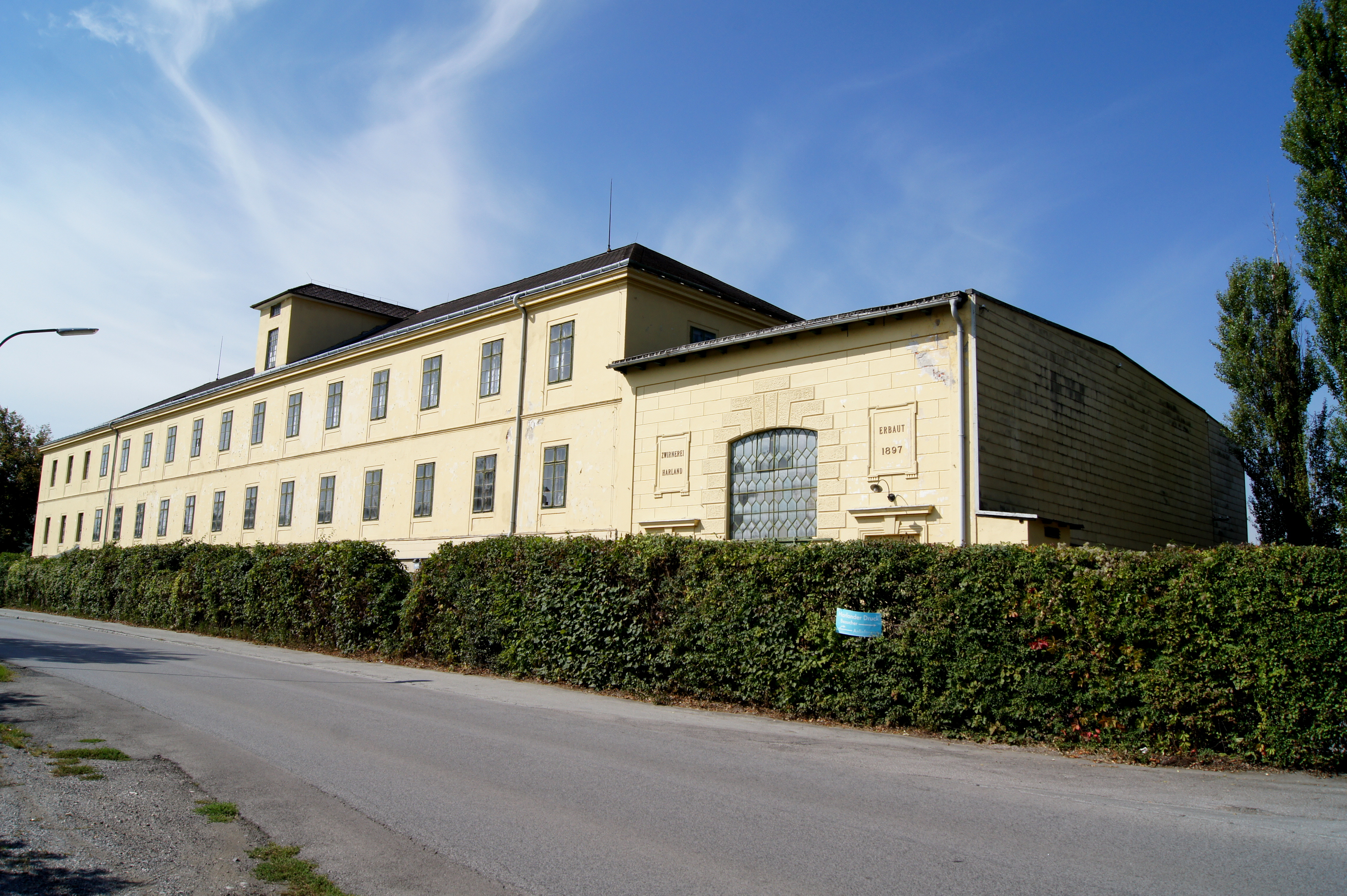
Die 1869 erworbene Spinnerei, später als Kantine und Druckerei in Verwendung